# James Cronin
James Watson Cronin (29. september 1931 - 25. august 2016) var en amerikansk partikelfysiker.
Cronin blev født i Chicago og gik på Southern Methodist University i Dallas, Texas. Sammen med sin forskerkollega Val Logsdon Fitch modtog han nobelprisen i fysik i 1980 for et eksperiment de sammen havde udført i 1964, der beviste at visse subatomare rekationer ikker følger fundamentale symmetriprincipper. Mere præcist viste de, ved at undersøge henfaldet af kaoner, at en reaktion forgår i baglæns ikke bare følge den modsatte vej for den oprindelige rekation, hvilket viste, at interaktionerne mellem subatomare partikler ikke er konstante når tiden føres baglæns. Dette førte til at fænomenet CP-brud op opdaget.
Cronin modtog Ernest Orlando Lawrence Award i 1976 for sine store eksperimentelle bidrag til partikelfysikken, inklusive grundlæggende arbejde på svage interaktioner, hvilket kulminerede i opdagelsen af asymmetri under tids-tilbageførsel. I 1999 modtog han National Medal of Science.
Cronin var Professor Emeritus på University of Chicago og talsmand forAuger-projektet. Han var medlem af Board of Sponsors på Bulletin of the Atomic Scientists.